# Lessingtunnel

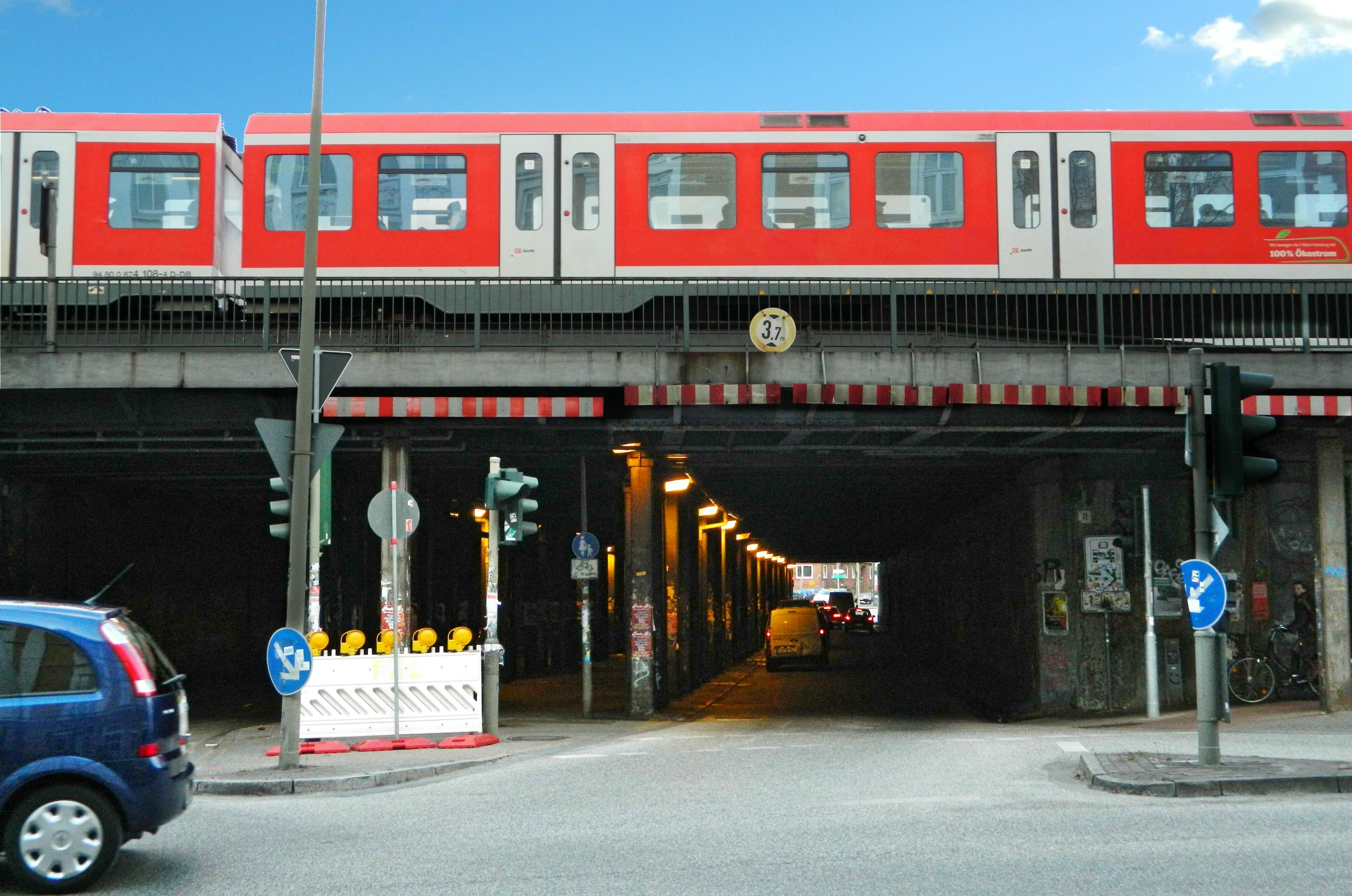
Westseite des Lessingtunnels vor der Sanierung

Der sogenannte Lessingtunnel in Hamburg ist eine nördlich vor dem Bahnhof Hamburg-Altona verlaufende, ca. 110 Meter lange Bahnunterführung am westlichen Ende der Julius-Leber-Straße. Die Benennung folgte dem beim Bau der Anlage im Jahr 1908 geltenden Straßennamen  „Lessingstraße“.
Die Tunnelanlage ergibt sich aus dem an dieser Stelle um ca. fünf Meter abgesenkten Verlauf der Julius-Leber-Straße und den quer darüber dicht in Nord-Süd-Richtung aneinanderliegenden S-Bahn- und Fernbahngleisen mit zugehörigen Bahnsteigen sowie den seitlichen Stützwänden für diese Überbrückung.
Auf der westlichen Seite werden die vier Gleise der S-Bahn Hamburg vor deren Einfahrt zum Tiefbahnhof Altona unterfahren, mittig und auf der östlichen Seite die acht Gleise und vier Bahnsteige des Fernbahnhofs Altona in der Hochlage. 
Innerhalb der „Tunnel“-Anlage verliefen bisher die Fußgänger- und Radwege inklusive zweier Stützpfeiler-Reihen in der Mitte, die Kraftverkehrs-Fahrbahnen jeweils an den Seiten; dies änderte sich mit der Sanierung 2016–2021.
Vor dem westlichen „Tunnelmund“ stoßen die quer verlaufende Barnerstraße und die Scheel-Plessen-Straße aneinander, vor dem östlichen Ende gehen die Harkortstraße und die Präsident-Krahn-Straße ineinander über. 
Der Tunnel wird durchschnittlich täglich von 23.000 Fahrzeugen passiert. Somit ist er, insbesondere da der Bahnhof Altona mit dem südlich davor befindlichen Bus-Terminal und den ausgedehnten Gleisanlagen und ehemaligen Bahn-Betriebsanlagen im Norden ansonsten weiträumig umfahren werden müsste, eine wichtige verkehrliche Ost-West-Verbindung im Stadtteil Altona.

## Sanierung
Von 2016 bis 2021 wurde der Tunnel für 25 Millionen Euro saniert und war dabei teilweise komplett, teilweise nur für den Autoverkehr gesperrt. Es wurden die S-Bahn-Brücken abgebrochen und durch neue ersetzt. Bei der Sanierung wurden im westlichen Tunnelabschnitt mit der darin befindlichen Verzweigung die Straße verbreitert, die Decke erhöht und die Fußgänger- und Radwege an die Seite verlegt. Der östliche Abschnitt wurde nicht saniert.
Nach der Verlegung des Altonaer Fernbahnhofs nach Diebsteich soll der Tunnel erneut für eine Verkürzung gesperrt werden. Dann soll der östliche Teil mit den Brücken der Fernbahngleise und -bahnsteige abgebrochen werden.

## Rezeption
Der Lessingtunnel ist im ursprünglichen Vorspann zur Fernsehserie Großstadtrevier zu sehen.
Der Tunnel ist wegen der Verschmutzungen und wegen des düsteren Ambientes berüchtigt und wurde auch als „Schmuddel-Querung“ bezeichnet.